# Río Aguascebas
El río Aguascebas es un afluente del río Guadalquivir. Nace en la Sierra de las Villas (Jaén) y desemboca en el Guadalquivir a la altura de Mogón (Villacarrillo).

## Curso
El río Aguascebas está formado por la unión de los ríos Aguascebas Grande y Aguascebas Chico.
- El Aguascebas Grande, a su vez, recibe al Aguascebas de Gil Cobos, que nace a 1320 m en el prado de los Espinares y tras recorrer 3,8 km desemboca en el Aguascebas Grande a la altura de la Herradura, a 730m.
- El Aguascebas Chico, a su vez, está formado por el Aguascebas de la Fuente del Tejo y el Aguascebas de Chorrogil que se unen en el Embalse del Aguascebas de 6,4 hm³ de capacidad. Desde el pantano del Aguascebas 1016 m s. n. m. hasta su unión con el Aguascebas grande a 460 m. recorre 6,4 km.
  - El Aguascebas de Chorrogil nace a los pies del Pardal a 1380 m. y tras recorrer 4,2 km se remansa en el embalse del Aguascebas.
  - El Aguascebas de la Fuente del Tejo nace en la Fuente del Tejo a 1440 m. y recorre 4,2 km. hasta el embalse del aguascebas.